# دروازه سرخ
دروازهٔ سرخ (به ایتالیایی La porta rossa) یک سریال تلویزیونی محصول ایتالیا است که از سال ۲۰۱۷ تا ٢٠٢٣ از شبکهٔ Rai 2 پخش شده است. این سریال با همین نام، به فارسی دوبله و از شبکه منوتو پخش شده است.

## بازیگران

### اصلی
- گابریلا پسیون
- لینو گوانچاله
- والنتینا رومانی

### متناوب
- النا رادونیچیچ
- چچیلیا داتسی
- آلسیا بارلا
- لاوینیا لونگی
- اتوره باسی
- آندرئا بوسکا
- یولیا مایارکوک
- کاترینل منگیا
- فورتوناتو چرلینو
- آنتونیا لیسکووا
- آنیتا کراووس
- آنا ملاتو
- ورونیکا لوگان
- روبرتو چیتران